# Chevrolet N200

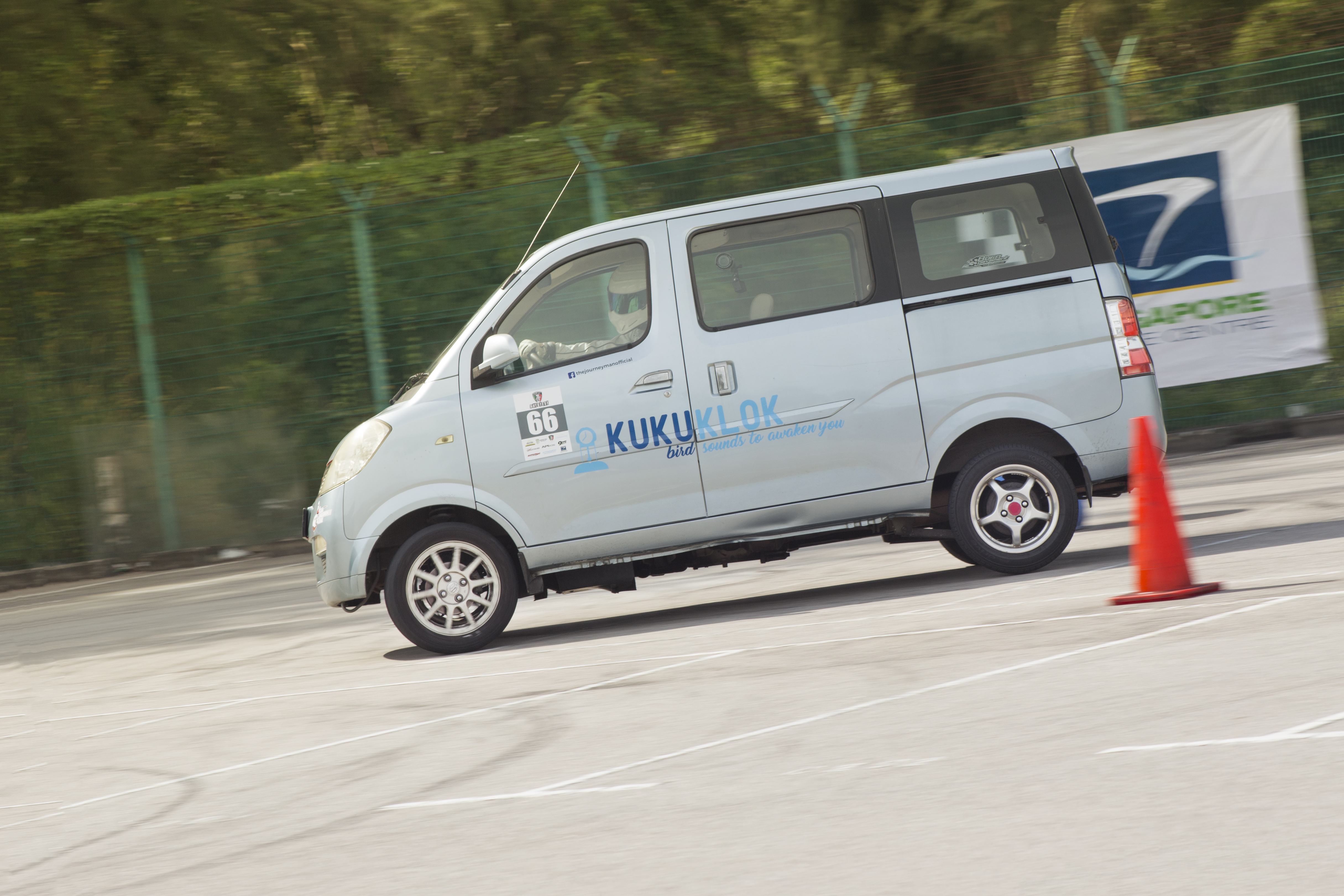
Wuling Journey

Chevrolet N200 (LZW 6381B3) — микровэн, выпускавшийся подразделением SAIC-GM-Wuling с 2007 по 2012 год. В отличие от ранних моделей, связанных с Mitsubishi, N200 являлся полностью разработанным компанией General Motors.
На внешнем рынке автомобиль называется Wuling Hongtu. В Сингапуре пассажирская модификация получила название Wuling Journey, а грузовая — Sunshine. На рынках Латинской Америки, Северной Африки и Ближнего Востока автомобиль получил название Chevrolet N200.

## Технические характеристики
LZW 6381B3 Hongtu оснащён четырёхцилиндровым двигателем Wuling серии B объёмом 1,2 литра (код двигателя LAQ). Его мощность составляет 86 л.с. (63 кВт) при 6000 об/мин достаточно, масса — 1095 кг (2414 фунтов), а максимальная скорость — 135 км/ч (84 миль в час). На сингапурском рынке Sunshine и Journey получили индекс LZW 6381C3. При мощности всего 53 л.с. (39 кВт) максимальная скорость Sunshine/Journey составляет свыше 105 км/ч (65 миль в час).
Подвеска автомобиля независимая. Спереди установлена подвеска MacPherson с листовыми рессорами, а сзади — со спиральными пружинами, в зависимости от комплектации. Передние тормоза дисковые, а задние — барабанные. Двигатели сочетались в паре только с пятиступенчатой механической трансмиссией. По заказу были доступны подушки безопасности и ABS.

Продажи в Латинской Америке начались в июле 2008 года, когда автомобиль поступил на перуанский рынок под названием Chevrolet N200 с совершенно другой радиаторной решёткой и логотипами Chevrolet. С августа 2009 года Chevrolet N200 продаётся через дистрибьюторскую сеть GM на рынках Латинской Америки, Африки и арабских стран.

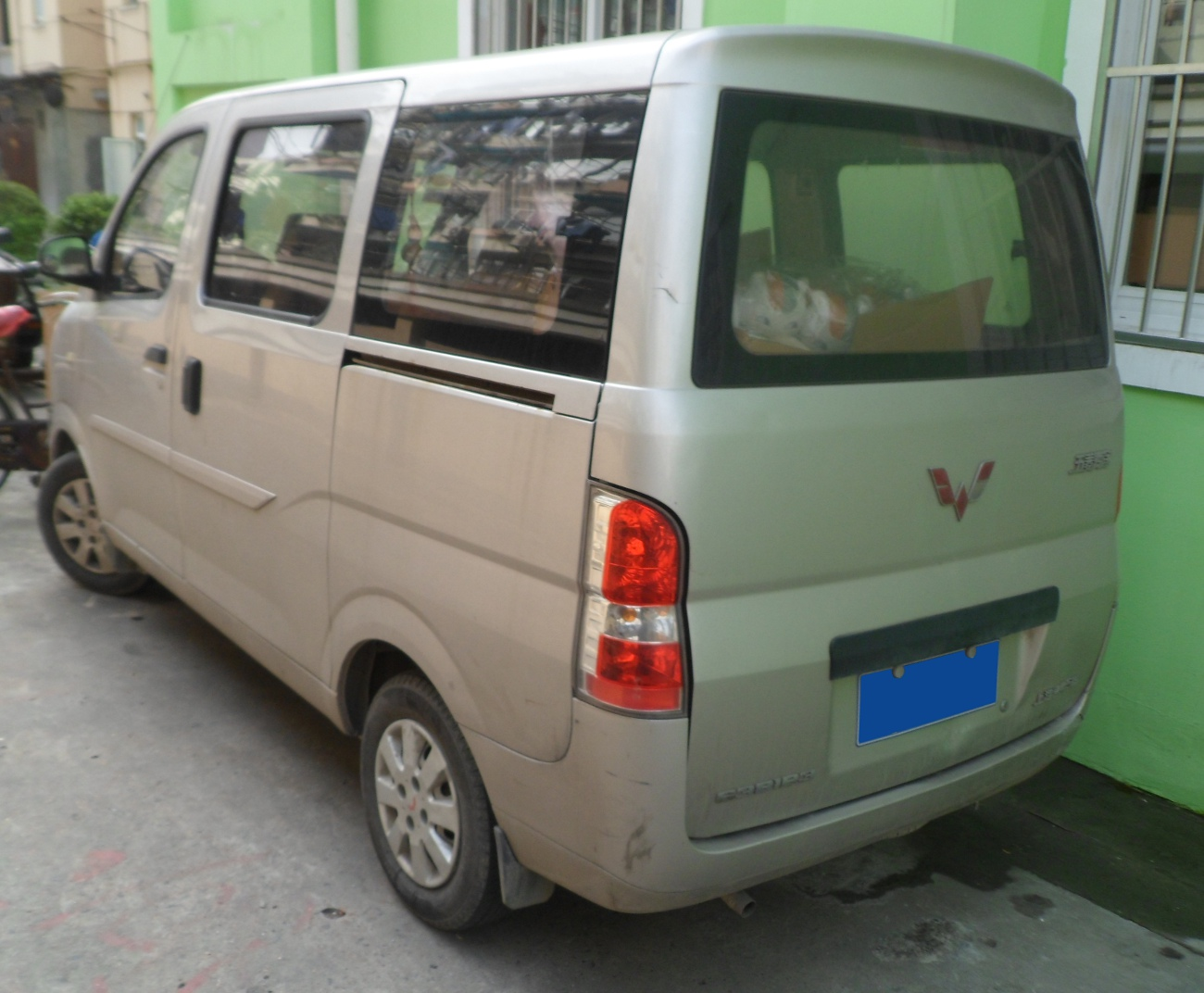
Wuling Hongtu в Шанхае
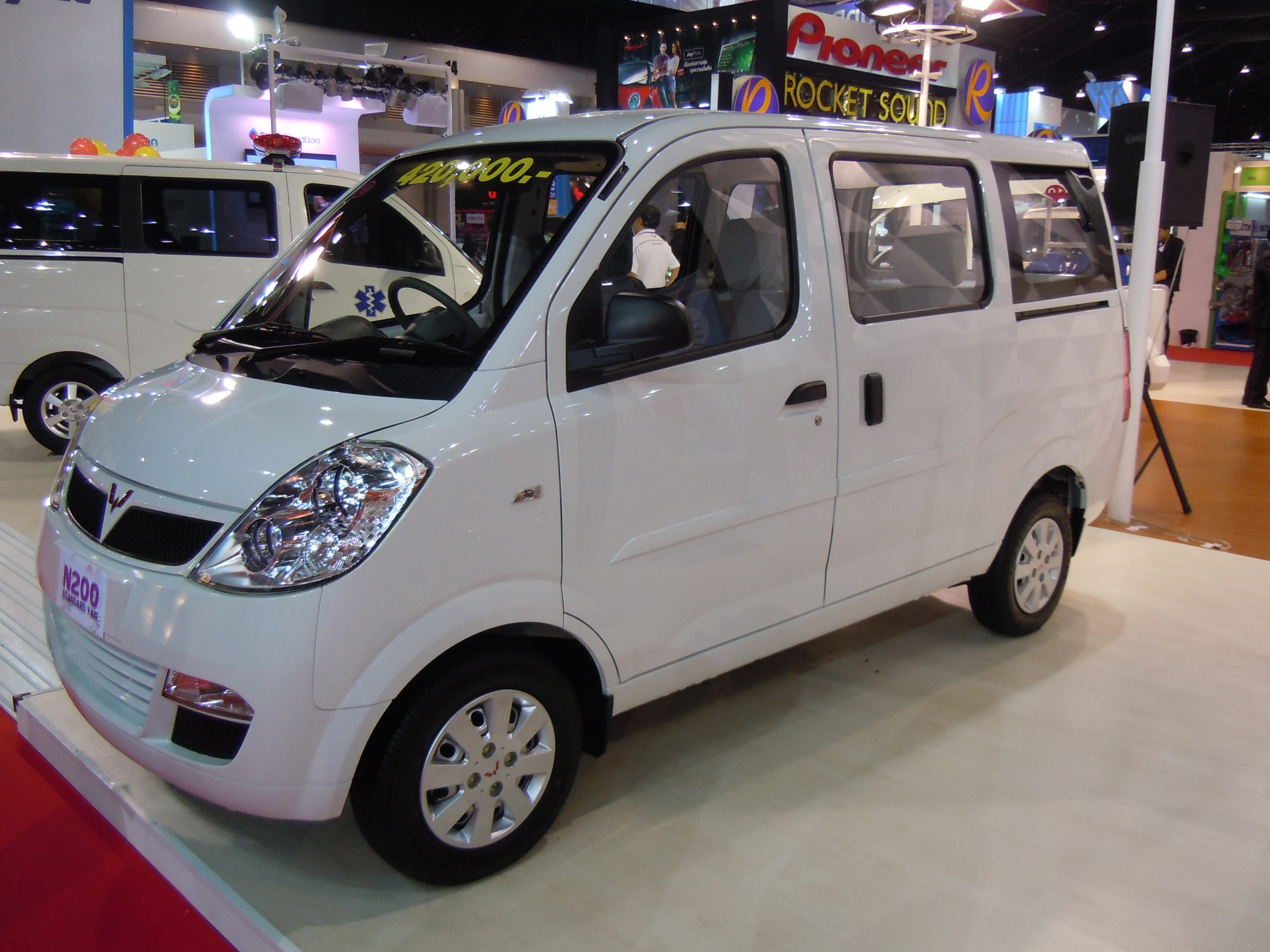
Wuling N200

## Автоспорт
Автомобиль Chevrolet N200 участвовал в Сингапуре и Малайзии на ралли The Journeyman. По словам фанатов Journeyfans, микровэн может быть наравне с другими автомобилями.